# Nikare I.
Nikare I., auch Ni-ka-Re, war ein altägyptischer König (Pharao) der 8. Dynastie (Erste Zwischenzeit).
Nikare I. wird so in der Königsliste in Abydos (Nr. 48) im Tempel Sethos I. genannt. Sein Name ist ebenfalls von einem Rollsiegel bekannt.